# 楊水心
楊水心（1882年—1957年），女性，彰化人，出身彰化楊吉臣家族，1898 年與霧峰林家林獻堂結婚。
楊水心在婚後家庭思想開放、經濟能力較佳，以及接受教育習得文字書寫能力等條件的支持下，除了管理大家族的日常家務外，得以吸收新文化、走出家門，從事購物、旅遊、參與社會文化團體等活動。現可從其留存的四本日記中，一窺日治時期臺灣上層階級女性的思想與生活。

## 生平
出身於彰化望族——楊吉臣家族，父楊晏然，母郭珠，其為長女，有兩弟兩妹。早年曾受私塾漢文教育。十七歲時與霧峰林家林獻堂結婚，婚後育有三子一女。其心性仁厚、喜吸收新知，為林家打理家務，張羅人際往來、公關應酬，為林獻堂成就其政治事業一大助力。
林獻堂相較同時代仕紳對於女性更有尊重平等的觀念，因而楊水心在林獻堂不限制其出入下，常與家人、朋友結伴或自行到臺中逛街購物、用餐、看電影、拜訪友人，也常回彰化娘家探親，亦四度未在林獻堂陪伴下，赴日本和中國旅遊，展現出傳統婦女少見的行動自主；並發展自己的社交生活圈，與臺中仕紳富商階層的夫人女兒等交好，爾後更參與中部婦女文化運動。

## 日本時代中部婦女運動
在1920年代整體世界與臺灣社會鼓勵自由的風氣下，不少官方與民間的婦女團體成立，舉辦婦女活動，旨在於傳授新知、培養技能、謀求婦女自立向上，提供婦女在學校教育外，有另外學習新知、訓練自信、參與社會、發展社交的管道。
楊水心因其家世，常與中部地方仕紳婦人圈交際，又因其夫婿林獻堂兒子林攀龍從事以文化啟蒙臺灣人的推廣運動，積極提倡婦女地位的提升與知識的啟蒙之故，楊水心亦參與中部婦女啟蒙活動。

### 霧峰一新會
1932年由林攀龍成立、林獻堂主導，以林家成員與霧峰庄及附近庄民為主要會員，目標為提升農村文化，主要為辦理文化講座活動、體育活動、社會福利活動，並設置公益學堂教授日文與漢文。
在會議幹部中有不少女性成員參與，包含楊水心、曾珠如（林攀龍妻）、吳素貞（林資彬妻）等多位霧峰林家女性，從新觀念演講到新技術傳授，藉由公共事務帶動霧峰地區婦女文化智識的發展。
楊水心在一新中擔任顧問與演講者，如在「日曜講座」（週日講座）總計演講十一次，主旨為分享其旅遊中見聞；至吳厝、坑口巡迴演演說；又或在1932年於「婦女親睦會」上致開會詞，翌年在「婦女懇親會」中暢談如何打破迷信。

### 臺中婦女親睦會
1930年由臺灣首位女醫師蔡阿信等人擔任發起者所成立的婦女運動組織，以「聯絡感情交換智識，力求婦女生活之進步」為目標，組織聯繫台中上層階級女性彼此交流，參與者多為當地具有名望、聲望的夫人、小姐以及「先生娘」，楊水心亦在其中。
該會原希望她擔任常務理事，但其力辭不敢接受，只願意做普通會員，後由林獻堂出面協調，乃出任普通理事。10月7日舉行成立大會時，她因擔任議長一職須當眾致詞，由於欠缺經驗，事前在丈夫與兒子的協助下反覆練習，順利於興業信用組合完成主持發會式、經過報告、選舉座長、審議會則、選舉理事、懇談等程序。

## 家族
父親楊晏然，為長女。丈夫林獻堂。17歲結婚，婚後育有林攀龍、林猶龍、林關關，及林雲龍三子一女。

## 著作
楊水心生前有寫日記的習慣，其日記現存四本。1942年（昭和十七年）的日記由其長子林攀龍將藏書捐贈予中研院文哲所圖書館時附帶於其中。1928（昭和三年）、1934年（昭和九年）的日記由林家林獻堂的長孫林博正收藏，中研院台史所經同意後，掃描日記做研究解讀使用。1930年（昭和五年）的日記由林呆的孫女將日記影本贈予中研院台史所的許雪姬老師。
1928年的日記經中央研究員臺灣史研究所出版為《楊水心女士日記》。日記主要以白話羅馬字及漢文寫成，由女性自我為中心來敘事，可分成三大部份：一為地方仕紳大家族家主夫人日常關注、從事的事務，包括祭祖、年節、親朋往來、夫婿子女動態等生活點滴：二為紀錄參與社會文化運動的經驗，如一新會、臺中婦女親睦會等；三為日常休息與娛樂紀錄，舉凡讀報、寫信、學日語、看電影或旅行、購物、上餐廳等，並有印善書、放生的紀錄。

## 外部連結
- 楊水心女士日記